# Il Maniscalco Maldestro
Il Maniscalco Maldestro è un gruppo musicale italiano alternative rock, formatosi a Volterra nel 2001.

## Storia
La band si forma a Volterra, nella provincia di Pisa, nel 2001, quando Antonio "Tonjo" Bartalozzi (chitarra e voce), Stefano "Borrkia" Toncelli (batteria), Simone "Iso" Isolani (chitarra) e Thomas Santarsiero (basso) decidono di dare vita a un proprio progetto musicale. Il nome viene scelto da Tonjo, subito assimilato al personaggio che è diventato il logo della band, un burattino con delle sembianze pinocchiesche. A distanza di pochi mesi vengono composti i primi brani originali e i quattro decidono di registrare un primo demo, dal titolo Il maniscalco maldestro, contenente quattro tracce; un secondo demo intitolato L'età del bisturi esce l'anno successivo.
Nel 2003 il gruppo inizia a registrare un vero e proprio album, prodotto da Sandro Ferrini a "La Pineta Recording Studio" di Bolgheri. Le sessioni di registrazione subiscono dei ritardi a causa dell'uscita dal progetto di Simone Isolani e Thomas Santarsiero; fanno così l'ingresso nel gruppo Lorenzo "Frencc" Franchi alla chitarra e Bruno Salvadori al basso. L'album di esordio Il maniscalco maldestro esce il 10 dicembre 2005; il primo singolo estratto è Metamorfosi plausibile, che ottiene un buon successo; l'anno successivo ne viene realizzato il videoclip con la regia di Luca Madonna, che cita il film del cinema espressionista tedesco Il gabinetto del dottor Caligari. Nel 2007 il bassista Bruno Salvadori decide di abbandonare la band e sarà sostituito da Davide "Dado" Mei.
Nell'estate 2008 la band vince il contest di Italia Wave come miglior gruppo musicale della Toscana, con la conseguente esibizione sul palco del festival, tenutosi a Livorno, dividendo la scena con Elio e le Storie Tese, Sud Sound System ed altri. Sempre negli stessi mesi la band vince le selezioni per suonare all'Heineken Jammin' Festival di Mestre, salendo sullo stesso palco di Sex Pistols ed esibendosi nello stesso giorno di Marlene Kuntz e Vasco Rossi.
Nel marzo 2009 viene pubblicato il secondo album in studio, dal titolo Panna, polvere e vertigine; la copertina dell'album è affidata allo scultore Alessandro Marzetti, che realizza anche la scultura in alabastro della "marionetta maldestra". Al disco partecipano anche Marco "Don" Bachi, bassista di Bandabardò, Maurizio Geri, chitarra di Caterina Bueno e Marzio Del Testa (batteria di Bugo, Ginevra di Marco e Stazioni Lunari). Nell'estate 2010 la band calca numerosi palchi italiani, con date anche in Germania per una mini tournée che porterà la band a suonare tra gli headliner del festival "Warbronn Open Air". A seguito di una serie di cambi di formazione, il gruppo stabilisce la line-up con Antonio "Tonjo" Bartalozzi (chitarra e voce), Stefano "Borrkia" Toncelli (batteria), Simone Sandrucci (chitarra), Davide "Dado" Mei (basso) e Pietro "PDR" Spinelli (tastiera).
Nel marzo 2012 esce per etichetta Maninalto!/Venus Ogni cosa al suo posto, terzo album in studio, seguito dalla pubblicazione del singolo e del videoclip della title track. Nell'inverno 2012 Simone Sandrucci abbandona il progetto e la band è selezionata tra i finalisti del Jack on Tour, e prende parte alla trasmissione che va in onda sul canale DJ TV.
...Solo opere di bene è il titolo del quarto lavoro della band, uscito il 20 maggio 2013 per l'etichetta Maninalto!. L'anno successivo il gruppo si scioglie e i vari membri intraprendono progetti individuali.
Nel 2018 avviene la reunion del Maniscalco Maldestro, che pubblica il 3 marzo di quell'anno la raccolta Il meglio del nostro maldestro, che contiene anche brani inediti e nuovi arrangiamenti dei vecchi brani. Nel corso dell'anno viene intrapreso un tour promozionale dell'album sul territorio nazionale.

## Formazione

### Formazione attuale
- Antonio Bartalozzi, detto "Tonjo" – voce e chitarra
- Stefano Toncelli, detto "Borrkia" – batteria e cori
- Pietro Spinelli, detto "PDR" – tastiere e cori (dal 2011)
- Simone Giusti, detto "Justy" – basso (dal 2018)

### Ex componenti
- Simone Isolani, detto "Iso" – chitarra (2001-2004)
- Thomas Santarsiero – basso (2001-2004)
- Lorenzo Franchi, detto "Frencc" – chitarra (2004-2010)
- Bruno Salvadori – basso (2004-2007)
- Davide Mei, detto "Dado" – basso (2007-2014)
- Simone Sandrucci – chitarra (2010-2012)

## Discografia

### Album in studio
- 2005 – Il maniscalco maldestro (Videoradio)
- 2009 – Panna, polvere e vertigine (La fattoria maldestra)
- 2012 – Ogni cosa al suo posto (Maninalto!/Venus)
- 2013 – ...Solo opere di bene (Maninalto!)

### Raccolte
- 2018 – Il meglio del nostro maldestro (La fattoria maldestra/Aeffe)